# John Spinhoven
John Spinhoven (Rotterdam, 30 april 1944 – Capelle aan den IJssel, 31 maart 1993) was een Nederlands voetballer die als middenvelder uitkwam voor RFC Xerxes, Xerxes/DHC en Sparta Rotterdam.
Spinhoven begon op zevenjarige leeftijd bij RFC Xerxes waar hij op zijn zestiende debuteerde in het eerste team. Met Xerxes werd hij tweemaal algeheel amateurkampioen en maakte de stap naar het profvoetbal mee waarin hij met de club via de Tweede divisie en de Eerste divisie in 1967 promoveerde naar de Eredivisie. Daarin kwam hij uit voor het combinatieteam met DHC Delft als Xerxes/DHC. In de eerste wedstrijd van het seizoen tegen Feijenoord liep hij een knieblessure op en kwam dat seizoen niet meer in actie. Zijn contract liep af en hij maakte de overstap naar Sparta Rotterdam. Ook daar bleef hij met blessures kampen en in 1969 keerde hij terug in het amateurvoetbal bij Xerxes. In 1971 ging hij in een lager team spelen met oud-profs als Faas Wilkes, Jan Villerius en Ab Kentie.
Hij was in zijn eerste amateurperiode bij Xerxes werkzaam als vertegenwoordiger bij een autodealer. Later was Spinhoven mede-eigenaar van een administratie- en assurantiekantoor. Hij huwde in 1967 met Elly Stroucken, bekend van het accordeonduo "De Cavello's". John Spinhoven overleed in 1993 op achtenveertigjarige leeftijd.